# Lac de Chanon
Le lac de Chanon est un  lac privé, situé à Martigna dans le département du Jura en France.

## Protection et biodiversité

### Protection
Le lac de Chanon est recensé dans le cadre du programme d'inventaire Zone naturelle d'intérêt écologique, faunistique et floristique 430007755.

### Faune et flore

#### Plantes aquatiques
- Characée
- Nénuphar
- Grande salicaire
- Potamot luisant
- Pesse d'eau

#### Crustacés
- Écrevisse à pattes blanches

#### Oiseaux
- Bruant des roseaux
- Rousserolle effarvatte

## Géographie
Situé en Bourgogne-Franche-Compté